# Sanyō Shinkansen
La Sanyō Shinkansen (山陽新幹線?) è una ferrovia ad alta velocità giapponese che collega Osaka e Fukuoka. Tutti i treni fermano nelle stazioni di Shin-Ōsaka, Shin-Kōbe, Okayama, Hiroshima, Kokura e Hakata.

## Storia e percorrenze

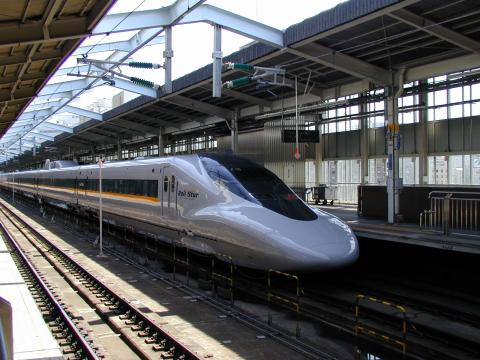
Convoglio Shinkansen Serie 700 presso la stazione di Shin-Ōsaka

La costruzione della Sanyō Shinkansen tra Shin-Ōsaka e Okayama fu autorizzata il 9 settembre 1965 e cominciò il 16 marzo 1967, mentre il tratto che va da Okayama a Hakata fu iniziato il 10 febbraio 1970. Il tratto che va da Shin-Ōsaka a Okayama fu inaugurato il 15 marzo 1972, mentre il resto della linea aprì i battenti il 10 marzo 1975.
Inizialmente i tempi di percorrenza da Shin-Ōsaka a Hakata erano di 3 ore e 44 minuti, portati poi a 2 ore e 59 minuti nel 1985 con l'incremento di velocità massima a 220 km/h. Gli Shinkansen Serie 100 introdotti nel 1989 permisero di percorrere la linea a 230 km/h con tempi di 2 ore e 49 minuti. Il servizio Nozomi partì nel 1992 usando treni Shinkansen Serie 300 con tempi di 2 ore e 32 minuti a una velocità massima di 270 km/h. Da marzo 1997 venne introdotto lo Shinkansen Serie 500 riducendo la tratta a 2 ore e 17 minuti con una velocità di 300 km/h.
I mezzi di Serie 700 furono introdotti sul Nozomi fra Tokyo e Hakata il 13 marzo 1999 con una velocità di 285 km/h, portata a 300 km/h con l'arrivo della Serie N700 il 1º luglio 2007. Infine, a partire dal cambio di orario del 12 marzo 2011 sono arrivati anche i servizi Mizuho e Sakura, continuativi sul Kyūshū Shinkansen che collegano Shin-Osaka con Kagoshima-Chūō in tempi massimi di 3 ore e 49 minuti. Ai nostri giorni il Sanyō Shinkansen procura alla compagnia circa il 40% del suo fatturato e i passeggeri giornalieri al 2005 si attestano sui 159.000 al giorno.

## Treni
I mezzi attualmente usati sulla linea sono:
- Serie 500 Kodama
- Serie 700 Nozomi / Hikari / Hikari Rail Star / Kodama
- Serie N700 Nozomi / Hikari / Kodama / Mizuho / Sakura

## Percorso
| Stazione          | in giapponese | Quartiere/Città             | Distanza (km) da Tokyo |
| ----------------- | ------------- | --------------------------- | ---------------------- |
| Shin-Ōsaka        | 新大阪        | Yodogawa-ku, Osaka          | 515,4                  |
| Shin-Kōbe         | 新神戸        | Chūō-ku, Kōbe               | 548,0                  |
| Nishi-Akashi      | 西明石        | Akashi, Hyōgo               | 570,2                  |
| Himeji            | 姫路          | Himeji, Hyōgo               | 601,3                  |
| Aioi              | 相生          | Aioi, Hyōgo                 | 621,3                  |
| Okayama           | 岡山          | Kita-ku, Okayama            | 676,3                  |
| Shin-Kurashiki    | 新倉敷        | Kurashiki, Okayama          | 702,1                  |
| Fukuyama          | 福山          | Fukuyama, Hiroshima         | 733,1                  |
| Shin-Onomichi     | 新尾道        | Onomichi, Hiroshima         | 750,5                  |
| Mihara            | 三原          | Mihara, Hiroshima           | 761,0                  |
| Higashi-Hiroshima | 東広島        | Higashihiroshima, Hiroshima | 791,9                  |
| Hiroshima         | 広島          | Minami-ku, Hiroshima        | 821,2                  |
| Shin-Iwakuni      | 新岩国        | Iwakuni, Yamaguchi          | 865,4                  |
| Tokuyama          | 徳山          | Shūnan, Yamaguchi           | 903,5                  |
| Shin-Yamaguchi    | 新山口        | Yamaguchi, Yamaguchi        | 944,6                  |
| Asa               | 厚狭          | Sanyō-Onoda, Yamaguchi      | 968,7                  |
| Shin-Shimonoseki  | 新下関        | Shimonoseki, Yamaguchi      | 992,5                  |
| Kokura            | 小倉          | Kokurakita-ku, Kitakyūshū   | 1013,2                 |
| Hakata            | 博多          | Hakata-ku, Fukuoka          | 1069,1                 |

Alcuni servizi Kodama proseguono verso la stazione di Hakataminami, presso la città di Kasuga e adiacente al deposito ferroviario di Hakata, attraverso la Linea Hakata-Minami. La linea, pur essendo operata con materiale rotabile Shinkansen, è una linea tradizionale: la velocità massima è 120 km/h, e i treni che la percorrono sono classificati come "espressi limitati".

## Stile delle stazioni
| Distribuzione           | 2 marciapiedi 4 binari    | 2 marciapiedi 4 binari 2 binari di precedenza                                                                     | 2 marciapiedi 3 binari binario di precedenza | 2 marciapiedi 2 binari |
| Schema                  |                           | |                                              |                        |
| Stazioni corrispondenti | Okayama・Hiroshima Kokura | Nishi-Akashi・Aioi Shin-Kurashiki・Fukuyama Shin-Onomichi・Mihara Higashi-Hiroshima・Tokuyama Shin-Yamaguchi・Asa | Himeji・Shin-Iwakuni Shin-Shimonoseki        | Shin-Kōbe              |